# Strevelshoek
Strevelshoek est une ancienne commune néerlandaise de la Hollande-Méridionale, aujourd'hui hameau de la commune de Ridderkerk.
Rattachée dès 1812 à Rijsoort, la commune reprend son indépendance en 1817. En 1846, Rijsoort et Strevelshoek fusionnent pour former la nouvelle commune de Rijsoort en Strevelshoek. En 1855, cette commune est réunie à Ridderkerk.
En 1840, le hameau comptait 20 maisons et 47 habitants.

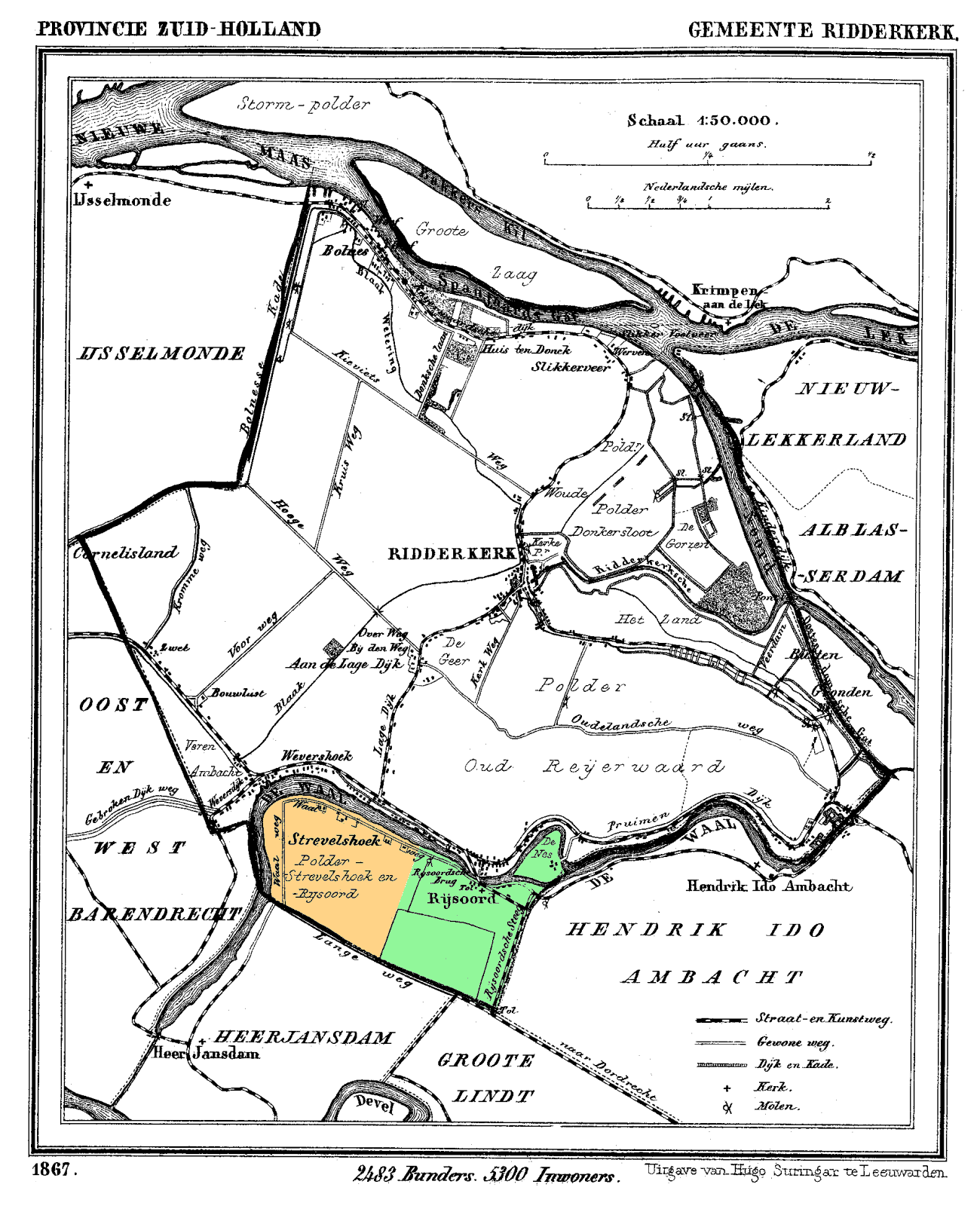
Commune de Ridderkerk en 1867 ; en jaune, le territoire de l'ancienne commune de Strevelshoek

## Source
1. ↑  Alphabetisch register van alle bewoonde oorden des Rijks, Departement van Oorlog, Éd. Erven Doorman, 's-Gravenhage, 1850

- (nl) Ad van der Meer et Onno Boonstra, Repertorium van Nederlandse gemeenten 1812-2006, DANS Data Guide 2, La Haye, 2006